# Antocha praescutalis
Antocha praescutalis är en tvåvingeart som beskrevs av Alexander 1936. Antocha praescutalis ingår i släktet Antocha och familjen småharkrankar. Inga underarter finns listade i Catalogue of Life.